# Championnat d'Oman de football 2022-2023
Navigation
Saison précédente Saison suivante
La saison 2022-2023 du Championnat d'Oman de football est la quarante-septième édition de la première division au sultanat d'Oman, l'Oman League. Elle rassemble les quatorze meilleurs clubs du pays au sein d'une poule unique où ils s'affrontent à deux reprises, à domicile et à l'extérieur. En fin de saison, les trois derniers du classement sont relégués et remplacés par les trois meilleurs clubs de deuxième division.
Al-Seeb Sports Club est le tenant du titre.

## Les clubs participants
- Al-Suwaiq Club
- Sohar Club
- Dhofar Club
- Bahla Club
- Al-Seeb Sports Club
- Oman Club
- Bashayer - promu de D2
- Al-Rustaq
- Al Oruba SC - promu de D2
- Al-Ittihad Club
- Al Nasr Salalah
- Al-Masnaah
- Al Nahda Club
- Sur SC - promu de D2

## Compétition
Le barème de points servant à établir le classement se décompose ainsi :
- Victoire : 3 points
- Match nul : 1 point
- Défaite : 0 point

### Classement
| Rang | Équipe               | Pts | J  | G  | N  | P  | Bp | Bc | Diff |
| ---- | -------------------- | --- | -- | -- | -- | -- | -- | -- | ---- |
| 1    | Al Nahda Club C      | 56  | 26 | 16 | 8  | 2  | 34 | 8  | +26  |
| 2    | Al-Suwaiq Club       | 52  | 26 | 16 | 4  | 6  | 36 | 21 | +15  |
| 3    | Al-Seeb Sports ClubT | 51  | 26 | 14 | 9  | 3  | 36 | 14 | +22  |
| 4    | Dhofar Club          | 45  | 26 | 13 | 6  | 7  | 34 | 19 | +15  |
| 5    | Al-Rustaq            | 44  | 26 | 12 | 7  | 7  | 26 | 23 | +3   |
| 6    | Bahla Club           | 40  | 26 | 11 | 7  | 8  | 34 | 30 | +4   |
| 7    | Oman Club            | 37  | 26 | 9  | 10 | 7  | 25 | 23 | +2   |
| 8    | Sohar Club           | 37  | 26 | 11 | 4  | 11 | 24 | 24 | 0    |
| 9    | Al-Masnaah           | 33  | 26 | 7  | 12 | 7  | 22 | 24 | -2   |
| 10   | Al Nasr Salalah      | 30  | 26 | 7  | 9  | 10 | 21 | 26 | -5   |
| 11   | Sur SC P             | 28  | 26 | 8  | 4  | 14 | 22 | 29 | -7   |
| 12   | Al Oruba SC P        | 17  | 26 | 3  | 8  | 15 | 22 | 45 | -23  |
| 13   | Al-Ittihad Club      | 17  | 26 | 4  | 5  | 17 | 14 | 37 | -23  |
| 14   | Bashayer P           | 12  | 26 | 3  | 3  | 20 | 17 | 44 | -27  |

|  | Qualification pour la Coupe de l'AFC 2023-2024                       |
|  | Relégation directe en deuxième division                              |
|  | T : Tenant du titre C : Vainqueur de la Coupe d'Oman P : Promu de D2 |

## Bilan de la saison
| Championnat d'Oman de football 2022-2023                        |                          |
| Champion                                                        | Al Nahda Club (4e titre) |
| Coupes et trophées                                              |                          |
| Vainqueur de la Coupe d'Oman 2022-2023                          | Al Nahda Club            |
| Qualifications continentales                                    |                          |
| Coupe de l'AFC 2023-2024                                        | Al Nahda Club            |
| Promotions et relégations                                       |                          |
| Promus en Oman League                                           |                          |
| Relégués en Championnat d'Oman de football de deuxième division | Al Oruba SC              |
| Relégués en Championnat d'Oman de football de deuxième division | Al-Ittihad Club          |
| Relégués en Championnat d'Oman de football de deuxième division | Bashayer                 |